# Wayne Frye
Wayne Thomas Frye (ur. 30 listopada 1930 w Trinity, zm. 26 lutego 2014 w Lexington) – amerykański wioślarz i wojskowy, złoty medalista olimpijski.
Wystąpił na igrzyskach olimpijskich w Helsinkach w 1952 roku, gdzie osada USA w składzie: Frank Shakespeare, William Fields, James Dunbar, Richard Murphy, Robert Detweiler, Henry Proctor, Wayne Frye, Edward Stevens i Charles Manring (sternik) zdobyła złoty medal w ósemkach. W finale o 5,3 sekundy pokonali osadę ZSRR, a o 7,2 sekundy wyprzedzili Australijczyków. Był to jego jedyny start olimpijski.
Kształcił się na United States Naval Academy, następnie wstąpił do United States Air Force, jednocześnie uzyskując dyplom na Massachusetts Institute of Technology. Brał udział w wojnie wietnamskiej, odbywając 266 lotów bojowych. Piętnastokrotnie odznaczony Medalem Lotniczym, pięciokrotnie Zaszczytnym Krzyżem Lotniczym, dwukrotnie Srebrną Gwiazdą i raz Purpurowym Sercem. Ze służby odszedł w stopniu pułkownika.
Po zakończeniu służby Frye był wykładowcą na United States Air Force Academy i Massachusetts Institute of Technology.